# 私立蜀山学园
《私立蜀山学园》，是大宇資訊繼《仙劍奇俠傳》、《軒轅劍》后正在開發的電子遊戲計畫，世界觀融合仙俠冒險和學園生活的特色。計畫朝漫畫、手机遊戲、影視並進發展，预定于2016年推出。